# Ovidiu Burcă
Ovidiu Burcă (Slatina, Rumanía; 16 de marzo de 1980) es un exfutbolista rumano que se desempeñaba como centrocampista.
Jugó para clubes como el Emelec, JEF United Ichihara, Ventforet Kofu, CS Universitatea Craiova FC, FC Dinamo de Bucarest, FC Progresul Bucurest, Energie Cottbus, FC Politehnica Timișoara y Rapid Bucarest.

## Trayectoria
El defensa central comenzó su carrera en 1996 con el equipo juvenil Școala de fotbal Gică Popescu Craiova, para el que jugó hasta 1998. Luego se mudó a Ecuador al Emelec por el lapso de un año.
En 1999 se unió al JEF United Ichihara Chiba de la J. League de Japón. Aquí, también, no duró más de un año y en julio de 2000 regresó a su tierra natal rumana y fichó por el Universitatea Craiova.
Al comienzo de la temporada 2002/03 se mudó al Dinamo de Bucarest, donde fue campeón de la Liga de Rumania y dos veces campeón de la Copa de Rumanía hasta 2005. En total, jugó para el club 46 veces en Divizia A y dos veces en la Champions League. En la temporada 2004/05 llegó para el segundo equipo del Dínamo en Divizia B. Para la temporada 2005/06 se fue al FC Progresul Bucurest, jugando allí 39 veces en dos temporadas en Divizia A y logrando marcar dos goles.
Para la temporada 2007/08, el jugador defensivo pasa a la Bundesliga de Amenania al lado del Energie Cottbus, donde firmó un contrato que se extiende hasta 2010. Poco después de su firma, tuvo que someterse a una operación y se peleó durante mucho tiempo. Una placa de metal que se había insertado cuatro meses antes debido a una pequeña grieta en su peroné le había causado una infección. Luego luchó para ingresar al equipo de la Bundesliga, pero volvió a caer en marzo debido a una distensión del aductor. En el verano de 2008, se fue al Beijing Guoan de China hasta fin de año.
Tras finalizar su contrato con Energie Cottbus, regresó a la Liga 1 de Rumanía en el verano de 2010 y fichó por el FC Timișoara. Allí estuvo con su equipo la temporada 2010/11, terminando como subcampeón detrás del Oţelul Galaţi. Después de que se le negara la admisión a su club para la temporada 2011/12, se mudó al Rapid de Bucharest. Con su nuevo club llegó a la final de copa en 2012, pero la perdió 0-1 ante el Dinamo de Bucarest. Durante las vacaciones de invierno 2012/13 Burcă y Rapid se separaron, estando desde entonces sin club.
En 2013 junto a otros exjugadores iniciaron una batalla legal contra el Rapid de Bucharest para reclamar los sueldos pendientes. También fue un par de veces como experto en fútbol en un programa de televisión en condición de invitado. En agosto de 2013 estuvo durante un corto tiempo como entrenador del AS SR Brașov.

## Clubes
| Club                        | País     | Año         |
| --------------------------- | -------- | ----------- |
| Emelec                      | Ecuador  | 1998 - 1999 |
| JEF United Ichihara         | Japón    | 2000        |
| Ventforet Kofu              | Japón    | 2000        |
| CS Universitatea Craiova FC | Rumania  | 2001 - 2002 |
| FC Dinamo de Bucarest       | Rumania  | 2002 - 2005 |
| FC Progresul Bucurest       | Rumania  | 2005 - 2007 |
| Energie Cottbus             | Alemania | 2007 - 2010 |
| Beijing Sinobo Guoan        | China    | 2008        |
| FC Politehnica Timișoara    | Rumania  | 2010 - 2011 |
| Rapid Bucarest              | Rumania  | 2011 - 2012 |

## Palmarés

### Club
Dinamo Bucarest
- Liga Rumana: 2003-04
- Copa de Rumanía: 2002–03, 2003–04, 2004–05
- Supercopa de Rumania: 2004-05